# Joshua Mowll
Joshua Mowll est un écrivain britannique de romans jeunesse. Sa trilogie primée, Les Aventuriers du cercle (The Guild of Specialists trilogy) a été publiée dans plus de 20 pays.
Joshua Mowll a également publié le 2 août 2010 The Great Space Race, non traduit en français.

## La trilogie desAventuriers du cercle
La publication de la trilogie a fait l'objet d'une enchère internationale auprès de différents maisons d'édition en 2004. Les éditeurs ont reçu des boîtes d'objets et de documents provenant d'archives apparemment léguées à Mowll par sa grand-tante récemment décédée; les archives auraient fourni le matériel des trois ouvrages de la trilogie Les Aventuriers du Cercle .
Walker Books a remporté l'enchère et l'Opération Zoridium (Operation Red Jericho en anglais) a été publiée en 2005, suivie de l'Opération Typhon (Opération Typhoon Shore) en 2006 et de l'Opération Désert de la Mort (Opération Storm City )en 2008 .
Les livres de Mowll sont remarquables[non neutre] par la présence de nombreuses illustrations en couleur liées à l'intrigue même du romance. L'expérience de l'écrivain en tant qu'artiste graphique pour l'un des journaux nationaux britanniques, The Mail on Sunday, est clairement évidente[Interprétation personnelle ?], avec une abondance d'illustrations détachables, de dessins techniques, de croquis et de cartes.
De nombreuses photographies de personnages, artefacts et éphémères liés au récit sont également présents ; ainsi que de nombreuses notes et annexes accompagnant le texte.

### Résumé
La trilogie de la Guilde des spécialistes se déroule en Asie en 1920 et suit les aventures de Rebecca et Douglas MacKenzie à la recherche d'indices pouvant expliquer la disparition de leurs parents lors d'une expédition secrète à Sinkiang (Xinjiang), dans les contrées désertes de la Chine occidentale.

### Les livres

#### Livre 1:Opération Zoridium
En 1920, les héros de l'histoire, Rebecca et Douglas MacKenzie, quittent Shanghai à bord du navire de leur oncle Expedient, soucieux de découvrir le lieu où se trouvent leurs parents disparus au cours d'une mission secrète dans les déserts de l'ouest de la Chine. Face à de terribles pirates assoiffés de sang, des sous-marins et des torpilles meurtrières, leur tâche devient rapidement un combat dangereux pour leur survie. Rebecca et Doug découvrent les réponses qu’ils cherchent dans un enchevêtrement de mystérieuses sociétés séculaires gardant d'anciens secrets, et en particulier une substance étrange qui est au cœur du mystère appelé Zoridium. Emprisonnés sur une île pirate au large de la côte chinoise et confrontés à une mort certaine, ils doivent trouver un moyen de s'échapper s'ils veulent poursuivre leur quête désespérée.

#### Livre 2:Opération Typhon
Le deuxième livre est séparé du premier par quelques jours seulement. Le voyage de Rebecca et Douglas continue. Le navire de leur oncle Expedient, partiellement détruit lors de la bataille contre le pirate Sheng-Fat dans le cadre de l' opération Zoridium, se bat contre un typhon pour poursuivre le maléfique Julius Pembleton-Crozier qui a pris le contrôle d'un archipel d'îles dans la mer de Célèbes. Avec l'aide de ses confédérés il a pu construire une machine extrêmement dangereuse alimentée par l’étrange substance zoridium. Ils doivent être arrêtés. Rebecca et Douglas sont confrontés à un nouvel éventail d'ennemis et de défis mortels.

#### Livre 3:Opération Désert de la mort
L'opération Storm City clôt la trilogie des Aventuriers du Cercle. De l’ Inde aux régions désertiques de Chine, Rebecca et Douglas doivent suivre chaque indice et fragment d’information découverts jusqu’à présent dans leurs aventures afin de les guider vers la vérité sur leurs parents disparus. De vieux amis les rejoignent dans de nouvelles alliances, car Rebecca et Douglas savent maintenant qu'ils doivent trouver Ur-Can, la machine légendaire, cachée au fond du désert du Taklamakan - le prétendu «désert de la mort»; et desitnation de leurs parents au moment de leur disparition. Mais Ur-Can est tombé entre les mains d'un général russe qui souhaite utiliser le pouvoir colossal de la machine à ses propres fins.
Operation Zoridium a remporté au moment de sa publication le prestigieux prix Poppy Red pour l'innovation dans les livres pour enfants aux British Book Trade Awards (2006).
L' opération Typhon a été classée parmi les 160 lectures recommandées par le gouvernement britannique pour les adolescents en 2007. 
Les livres ont globalement été bien reçus par la presse et le public. Operation Zoridium a ainsi été le livre de la semaine pour enfants du Sunday Times en septembre 2005.

## Publication internationale
Les livres ont été publiés dans plus de 20 pays à travers le monde.
En juin 2004, dans Publishing News, il a été rapporté que Walker Books avait enregistré sa plus grande vente de droits jamais réalisée dans le cadre d'une vente aux enchères très disputée pour les droits japonais de l’opération Zoridium. Le livre a été vendu à Sony Magazines Inc pour une somme à six chiffres non révélée.
De nombreuses éditions étrangères de la trilogie ont conservé le design et le contenu illustratif de l'original, bien que la trilogie ait été publiée en France par Flammarion sous d'autres titres : 
- Les Aventuriers du cercle, tome 1, Opération Zoridium
- Les Aventuriers du cercle, tome 2, Opération Typhon
- Les Aventuriers du cercle, tome 3, Opération Désert de la mort

## Autres œuvres
Le premier livre de Mowll après sa trilogie des Aventuriers du Cercle, intitulé The Great Space Race, a été publié au Royaume-Uni le 2 août 2010. Il n’est pas lié à la trilogie de la Guild of Specialists et suit une famille qui tente de reconquérir sa fortune en lançant une fusée sur la Lune. En 2014, le cinquième livre de Mowll, Beautiful Titan, était disponible sur Amazon Kindle,. Aucun des deux ouvrages ne possède à l'heure actuelle[Quand ?] de traduction française.